# Línea 64 (Córdoba)
La Línea 64 es una línea de transporte urbano de pasajeros de la ciudad de Córdoba, Argentina. El servicio está actualmente operado por la empresa Coniferal.
Anteriormente el servicio de la línea 64 era denominada como C4 desde 2002 por la empresa Coniferal, hasta que el 1 de marzo de 2014, por la implementación del nuevo sistema de transporte público, el C4 se fusiona como 64 y operada por la misma empresa.

## Recorrido
Servicio diurno y nocturno. 
Ida: Berna - San Marino - Petirossi - Rotonda- Estocolmo - R. Arias- Diamante - Graham Bell- Reconquista – Castellanos - Lagunilla - La Paz - Antártida - Padre Lozano - Lagunilla -Aconquija- Cerro Cónico -Tronador Av. Fza. Aérea - (izquierda) Hace Rotonda del Ala - Río Negro - Pueyrredón - A. M. Bas - Peredo - Belgrano - Tucumán - Av. Colon - Av. Olmos - 24 de Septiembre - Garibaldi - Oncativo - Acoyte - 24 de Septiembre - Castañares- Los Mártires- (a la izq.) Panamá- (a la izq.) Caroya- Germania - Sierra Grande hasta Costa Rica.
Regreso: Costa Rica - hace la ese- Panamá - (a la der.) Los Mártires - 24 de Setiembre - Achupayas - Lituania - Gavilán- Libertad - E. Loza - 25 de Mayo – David Luque - Sarmiento - Humberto Primo - Gral. Paz - V. Sarsfield - 27 de Abril – M. T Alvear - Pueyrredón - Sol de Mayo - Av. Fuerza Aérea - Tronador - Cerro Cónico - Aconquija - Lagunilla - Padre Lozano - Antártida- La Paz - Lagunilla - Fleming - Reconquista - Fournier- Diamante- R. Arias - Estocolmo hasta Berna.